# マスード・サブリ
マスード・サブリ（ウイグル語: مسعود صبري;繁体字: 麥斯武德; 簡体字: 麦斯武德; 拼音: Màisīwŭdé、1886年（清光緒12年） - 1951年）は、中華民国の教育者・政治家。ウイグル族。

## 事績
イリ（伊犁）のイスラム専門学校を卒業した後、オスマン帝国に留学して軍事学校で学んだ。1907年に卒業後、コンスタンティノープル大学自然科学部に入学し、1911年に卒業している。1914年には医学士の学位を取得した。翌1915年（民国4年）に新疆省に戻り、各種学校の創設に奔走した。後にグルジャ（伊寧）でアルタイ医院を設立している。
1934年（民国23年）、マスード・サブリはアクスに赴き、現地の軍事指導者であるムハンマド率いるウイグル軍において、新疆省政府主席盛世才の打倒を目指す政治工作に当たった。しかし同年中にムハンマドの軍は盛の軍に壊滅させられ、マスードはインド経由で南京に逃れている。翌1935年（民国24年）11月、新疆代表として中国国民党第5回全国代表大会に出席し、中央執行委員に当選した。1938年（民国27年）6月に国民参政会第1期参政員に当選、続く第2期でも同様であった。1943年（民国32年）10月、国民政府委員に任命され、1945年（民国34年）5月、国民党第6期中央執行委員に再選している。
1946年（民国35年）2月、マスード・サブリは監察院新疆区監察使に任命された。翌1947年（民国36年）5月、張治中の後任として新疆省政府主席に起用される。しかし国民政府中央の意向に忠実と目されるマスードの就任をきっかけに、いったんは東トルキスタン共和国から新疆省連合政府に合流していた副主席アフメトジャン・カスィミが離脱、三区経済委員会を組織して省政府に対抗した。またマスードは、モンゴル人民共和国との国境紛争（北塔山事件）にも対処することになる。1948年（民国37年）12月31日に省政府主席を辞任、ブルハン・シャヒディが後任となった。中華人民共和国建国後の1951年4月にマスードは当局に逮捕され、まもなく死去した。66歳没。

## 注
1. ↑  徐主編（2007）、1648頁と劉国銘主編（2005）、769頁による。なおForbes (1986), p.247.は、1952年としている。
2. 1 2 3  徐主編（2007）、1648頁。
3. 1 2 3  劉国銘主編（2005）、769頁。